# Confluenza Fiumi Torre e Natisone
Confluenza Fiumi Torre e Natisone este o arie protejată (arie specială de conservare — SAC, sit de importanță comunitară — SCI) din Italia întinsă pe o suprafață de 604 ha, integral pe uscat.

## Localizare
Centrul sitului Confluenza Fiumi Torre e Natisone este situat la coordonatele 45°56′52″N 13°21′24″E / 45.9478°N 13.3568°E.

## Înființare
Situl Confluenza Fiumi Torre e Natisone a fost declarat sit de importanță comunitară în septembrie 1995 pentru a proteja 1 specie de plante și 16 specii de animale. Situl a fost protejat și ca arie specială de conservare în octombrie 2013.

## Biodiversitate
Situată în ecoregiunea continentală, aria protejată conține 6 habitate naturale: Pajiști uscate din regiunea submediteraneeană estică (Scorzoneratalia villosae), Râuri de munte și vegetația lor lemnoasă cu Salix elaeagnos, Păduri mixte riverane de Quercus robur, Ulmus laevis și Ulmus minor, Fraxinus excelsior sau Fraxinus angustifolia, de-a lungul marilor râuri (Ulmenion minoris), Fânețe de joasă altitudine (Alopecurus pratensis, Sanguisorba officinalis), Ape stătătoare oligotrofe până la mezotrofe, cu vegetație de Littorelletea uniflorae și/sau de Isoëto-Nanojuncetea, Galerii de Salix alba și de Populus alba.
La baza desemnării sitului se află mai multe specii protejate:
- plante (1): Gladiolus palustris
- păsări (14): pescăruș albastru (Alcedo atthis), fâsă-de-câmp (Anthus campestris), pasărea ogorului (Burhinus oedicnemus), ciocârlie-cu-degete-scurte (Calandrella brachydactyla), caprimulg (Caprimulgus europaeus), erete vânăt (Circus cyaneus), dumbrăveancă (Coracias garrulus), sfrâncioc roșiatic (Lanius collurio), sfrânciocul cu frunte neagră (Lanius minor), prigoare (Merops apiaster), stârc de noapte (Nycticorax nycticorax), potârniche (Perdix perdix), lăstun de mal (Riparia riparia), fluierar de mlaștină (Tringa glareola)
- amfibieni (2): izvoraș-cu-burta-galbenă (Bombina variegata), Triturus carnifex

Pe lângă speciile protejate, pe teritoriul sitului au mai fost identificate 3 specii de amfibieni, 2 specii de mamifere, 2 specii de nevertebrate, 3 specii de pești, 4 specii de reptile.